# Cooktown
Cooktown (1 336 habitants) est la ville la plus au nord de la côte est de la péninsule du cap York dans le nord-est du Queensland, en Australie.

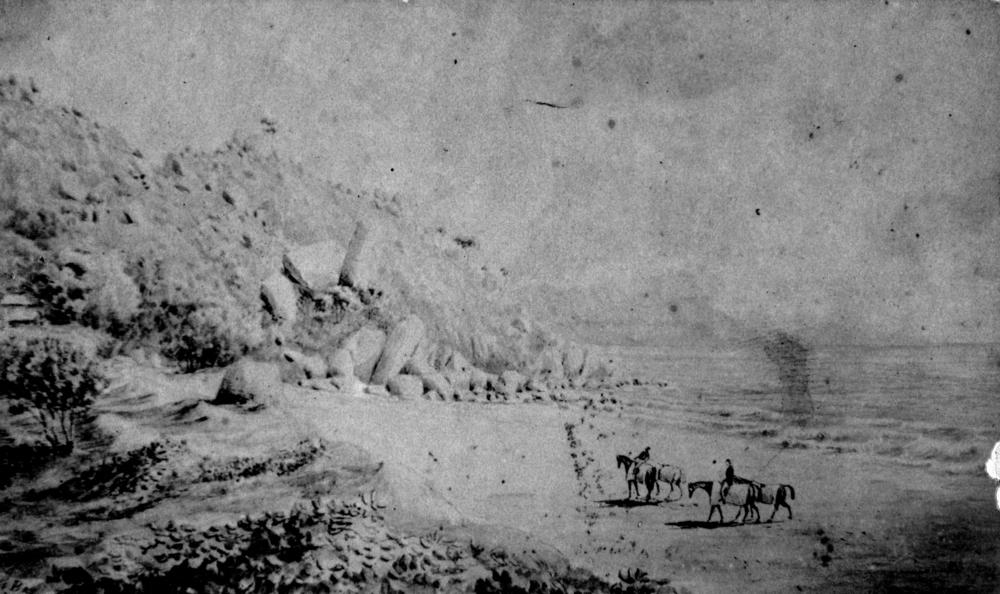
Le littoral de Cooktown, en 1876 (photographie sur plaque de verre).

À 350 km au nord de Cairns, elle est partagée entre les communautés aborigènes de Hopevale (47 km au nord, avec 1 500 habitants) et de Wujal Wujal (72 km au sud, avec 450 habitants).
Cooktown est une ville touristique qui possède de nombreux atouts :
- la grande barrière de corail, à une heure à bateau ;
- de nombreuses îles (comme l'île Lizard (en)) et récifs ;
- les sites historiques où est passé James Cook, avec son navire l'Endeavour, sept semaines en 1778 et ceux de la ruée vers l’or des années 1870 ;
- de très belles plages et promenades à pied.

## Climat
Cooktown possède un climat tropical chaud (31,5 °C) en été (entre novembre et mars) et humide (mousson) et doux (24,3 °C) en hiver (entre mai et septembre). Cooktown est quelquefois soumis au passage de cyclones tropicaux pendant la saison des pluies (1 800 mm de pluie par an).

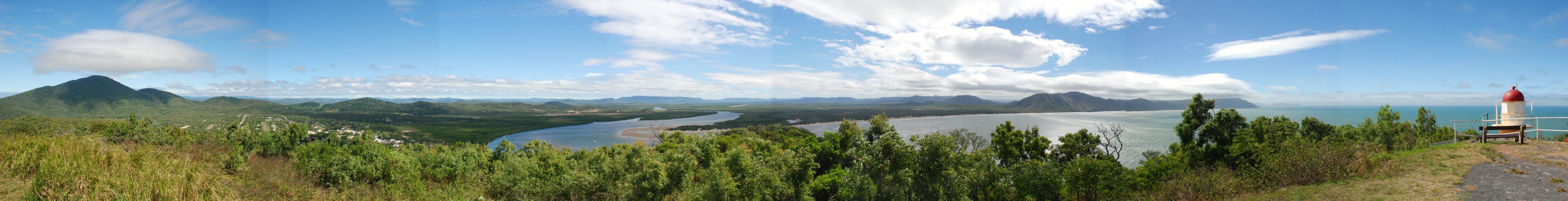
Panorama de Cooktown vu de Grassy Hill.

## Aéroport
Cooktown possède un aéroport (code AITA : CTN).

Il y a deux vols (de 40 minutes) chaque jour entre Cooktown et Cairns. L'Aéroport international de Cairns est directement connecté à la Chine, à Hong Kong, au Japon, à la Papouasie-Nouvelle-Guinée, à la Nouvelle-Zélande, à Singapour et aux États-Unis.

## Galerie

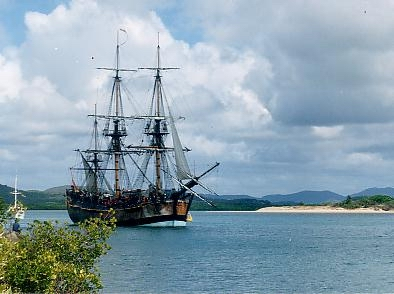
La réplique moderne du trois-mâts carré historique Endeavour sur l'estuaire du fleuve Endeavour qui borde la localité de Cooktown en son nord-ouest.
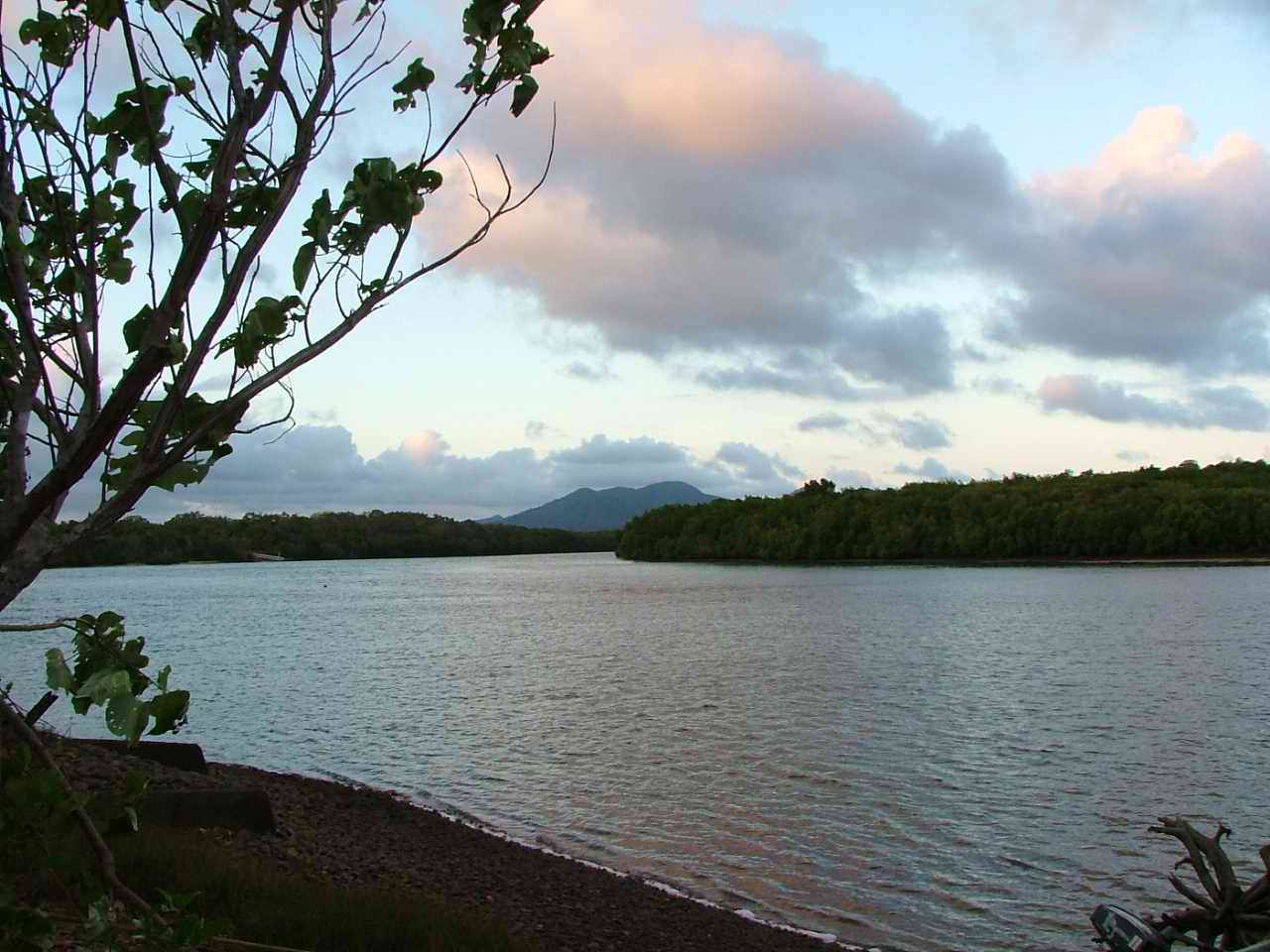
Le fleuve côtier Endeavour.
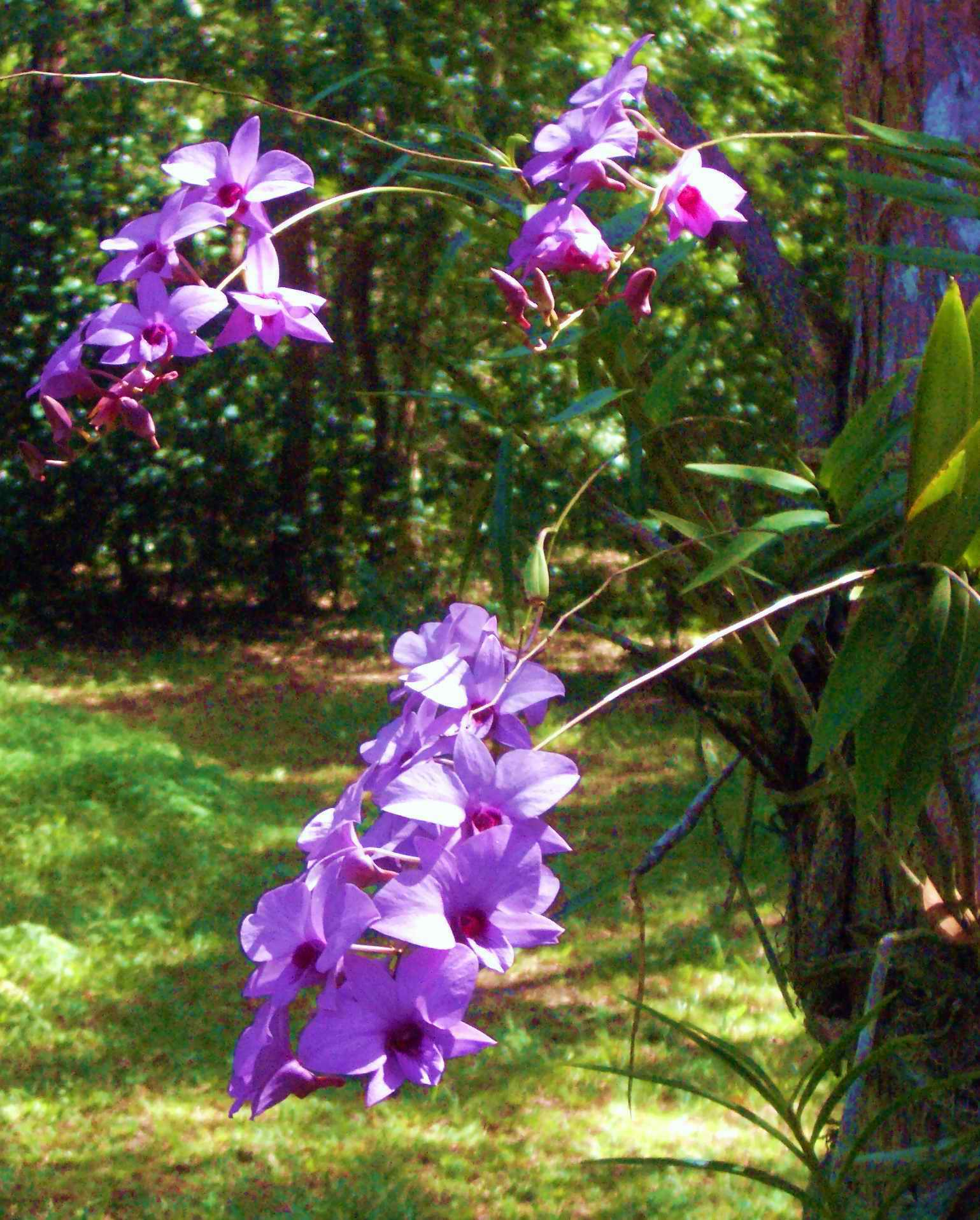
Orchidée de Cooktown, Dendrobium biggibum.